# Distribucions de Mittag-Leffler
Les distribucions de Mittag-Leffler són dues famílies de distribucions de probabilitat a la mitja línia {\displaystyle [0,\infty )}. Estan parametritzats per un real {\displaystyle \alpha \in (0,1]} o {\displaystyle \alpha \in [0,1]} . Tots dos es defineixen amb la funció Mittag-Leffler, que porta el nom de Gösta Mittag-Leffler.

## La funció Mittag-Leffler
Per a qualsevol complex {\displaystyle \alpha } la part real del qual és positiva, la sèrie
{\displaystyle E_{\alpha }(z):=\sum _{n=0}^{\infty }{\frac {z^{n}}{\Gamma (1+\alpha n)}}}
defineix una funció sencera. Per {\displaystyle \alpha =0}, la sèrie convergeix només en un disc de radi 1, però analíticament es pot estendre a {\displaystyle \mathbb {C} \setminus \{1\}}.

## Primera família de distribucions Mittag-Leffler
La primera família de distribucions de Mittag-Leffler es defineix per una relació entre la funció de Mittag-Leffler i les seves funcions de distribució acumulada.
Per a tot {\displaystyle \alpha \in (0,1]}, la funció {\displaystyle E_{\alpha }} està augmentant en la línia real, convergeix a {\displaystyle 0} en {\displaystyle -\infty }, i {\displaystyle E_{\alpha }(0)=1}. Per tant, la funció {\displaystyle x\mapsto 1-E_{\alpha }(-x^{\alpha })} és la funció de distribució acumulada d'una mesura de probabilitat sobre els nombres reals no negatius. La distribució així definida, i qualsevol dels seus múltiples, s'anomena distribució d'ordre de Mittag-Leffler {\displaystyle \alpha }.
Totes aquestes distribucions de probabilitat són absolutament contínues. Des que {\displaystyle E_{1}} és la funció exponencial, la distribució de l'ordre de Mittag-Leffler {\displaystyle 1} és una distribució exponencial. Tanmateix, per {\displaystyle \alpha \in (0,1)}, les distribucions de Mittag-Leffler són de cua pesada. La seva transformada de Laplace ve donada per:
{\displaystyle \mathbb {E} (e^{-\lambda X_{\alpha }})={\frac {1}{1+\lambda ^{\alpha }}},}
que implica que, per {\displaystyle \alpha \in (0,1)}, l'expectativa és infinita. A més, aquestes distribucions són distribucions geomètriques estables. Els procediments d'estimació de paràmetres es poden trobar aquí.

## Segona família de distribucions de Mittag-Leffler
La segona família de distribucions de Mittag-Leffler es defineix per una relació entre la funció de Mittag-Leffler i les seves funcions generadores de moments.
Per a tot {\displaystyle \alpha \in [0,1]}, una variable aleatòria {\displaystyle X_{\alpha }} es diu que segueix una distribució d'ordre de Mittag-Leffler {\displaystyle \alpha } si, per alguna constant {\displaystyle C>0},
{\displaystyle \mathbb {E} (e^{zX_{\alpha }})=E_{\alpha }(Cz),}
on la convergència és per a tots {\displaystyle z} en el pla complex si {\displaystyle \alpha \in (0,1]}, i tot {\displaystyle z} en un disc de radi {\displaystyle 1/C} si {\displaystyle \alpha =0}.